# Leipzig
Leipzig is een kreisfreie Stadt in Duitsland gelegen aan de Pleiße. De stad telt 619.879 inwoners (31-12-2023) op een oppervlakte van 297,36 km². Het is na Berlijn de grootste stad van de nieuwe Duitse deelstaten (de voormalige DDR) en de 8e stad van het huidige Duitsland. Van 1949 tot 1990 maakte Leipzig deel uit van het communistische Oost-Duitsland.

## Naam
De naam Leipzig is afkomstig van het Sorbische Lipsk, wat lindenoord betekent. De Sorben spreken ook vandaag nog van Lipsk, en niet van Leipzig. Ook veel Polen en Tsjechen gebruiken deze naam nog.

## Geschiedenis
De stad werd voor het eerst als burcht genoemd in 1015. Als stichtingsdatum geldt het jaar 1165, toen de stad stadsrechten en marktrecht kreeg van Markgraaf Otto II van Meißen. Het is vanouds een belangrijke handelsstad. Na de stichting van de universiteit in 1409 werd de stad een centrum van de boekdrukkunst.

### Leipziger Messe
De stad Leipzig lag op het kruispunt van twee uit de Romeinse tijd daterende handelswegen: de Via Regia (van Parijs uiteindelijk naar Nowgorod in Rusland) en de Via Imperii (van Rome uiteindelijk naar Bergen in Noorwegen). Dit was zeer gunstig voor de handel. Er bestaat een document dat uit de 12e eeuw dateert dat bevestigt dat er "jaarmarkten in Lipz" plaatsvonden. Als geboorteoorkonde voor stad en Messe geldt "der Stadtbrief" van Markgraaf Otto de Rijke. Historici dateren deze brief tussen 1156 en 1170.

### Middeleeuwen
In 1212 is door markgraaf Diederik van Meißen een Augustijner klooster, dat naar Sint-Thomas genoemd werd, gesticht. Omdat dit gepaard ging met onteigeningen, kwamen de burgers van Leipzig in opstand. In 1217 werd er een compromis gesloten.

### 19e eeuw

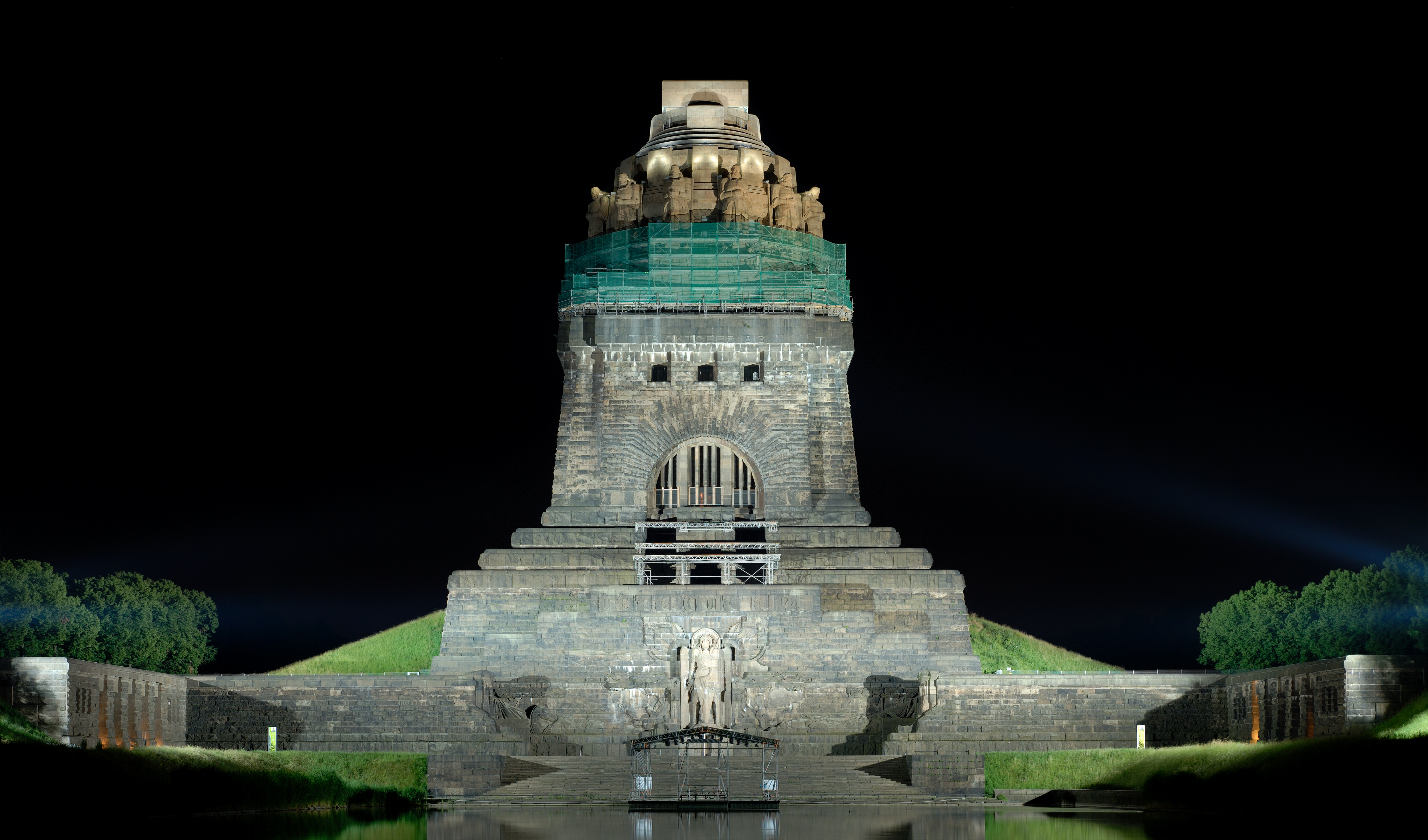
Völkerschlachtdenkmal

In 1813 vond bij Leipzig de Volkerenslag plaats, waarbij Napoleon werd verslagen door een gecombineerd leger van onder meer Rusland, Oostenrijk en Pruisen. Een eeuw later, in 1913, werd ter gelegenheid van deze slag het 91 meter hoge Völkerschlachtdenkmal opgericht.
De eerste lange-afstandsspoorbaan in Duitsland liep tussen Leipzig en Dresden. Door de industrialisatie in de negentiende eeuw groeide Leipzig sterk. Het hoogste inwoneraantal van 750.000 had Leipzig rond de Tweede Wereldoorlog; het was toen qua grootte de vijfde stad van Duitsland. Na de Tweede Wereldoorlog namen het inwoneraantal en het belang van Leipzig af. Leipzig had anno december 2013 597.493 inwoners.

### 20e eeuw

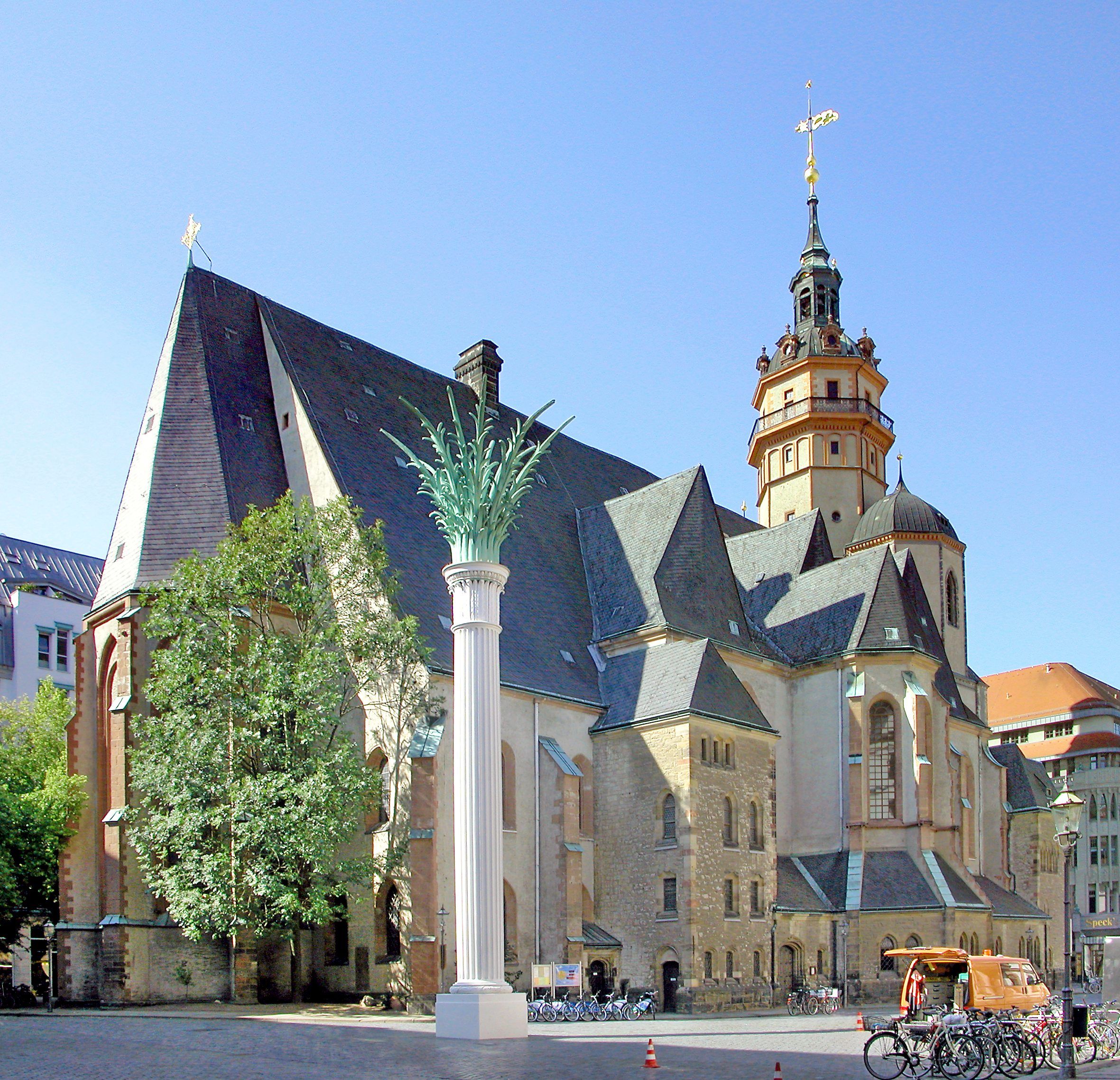
Monument ter nagedachtenis van de demonstraties naast de Nikolaaskerk.

Op 4 december 1943 werd de stad door de geallieerden gebombardeerd. Bij dit bombardement werd de beroemde Paulijnse Kerk slechts licht beschadigd. De SED besloot echter - na de oorlog aan de macht gekomen - op aandringen van partijsecretaris Walter Ulbricht (die na een bezoek aan de Opera geen kerkgebouw wilde zien) - deze universiteitskerk op te blazen. Dit gebeurde in 1968 terwijl enkele honderden burgers op het plein in stilte demonstreerden.
Leipzig werd in het najaar van 1989 het nationale symbool van verzet tegen het communistische SED-regime. De zogeheten Montagsdemonstrationen werden een begrip. Op 4 september gingen voor het eerst enkele honderden burgers de straat op, op 25 september waren het er al 5 000 en op 2 oktober 25 000. Cruciaal voor Leipzig en de hele DDR werd de betoging op 9 oktober toen 70 000 mensen de straat opgingen roepend Wir sind das Volk en 8000 man politie en leger klaarstonden om met geweld in te grijpen. Door moedig optreden van een zestal kopstukken van de stad onder wie dirigent Kurt Masur en twee partijbonzen van de lokale SED werd een bloedbad voorkomen. Op 23 oktober demonstreerden 250 000, op 30 oktober 300 000 mensen voor democratie en vrijheid. De grootste betoging in Leipzig was die op 6 november met 500 000 demonstranten. Drie dagen later viel de Muur in Berlijn, hetgeen het einde van de DDR inluidde. Al in de jaren tachtig bezochten burgers de Nicolaaskerk voor de gebedsdiensten op maandagavond.

### 21e eeuw

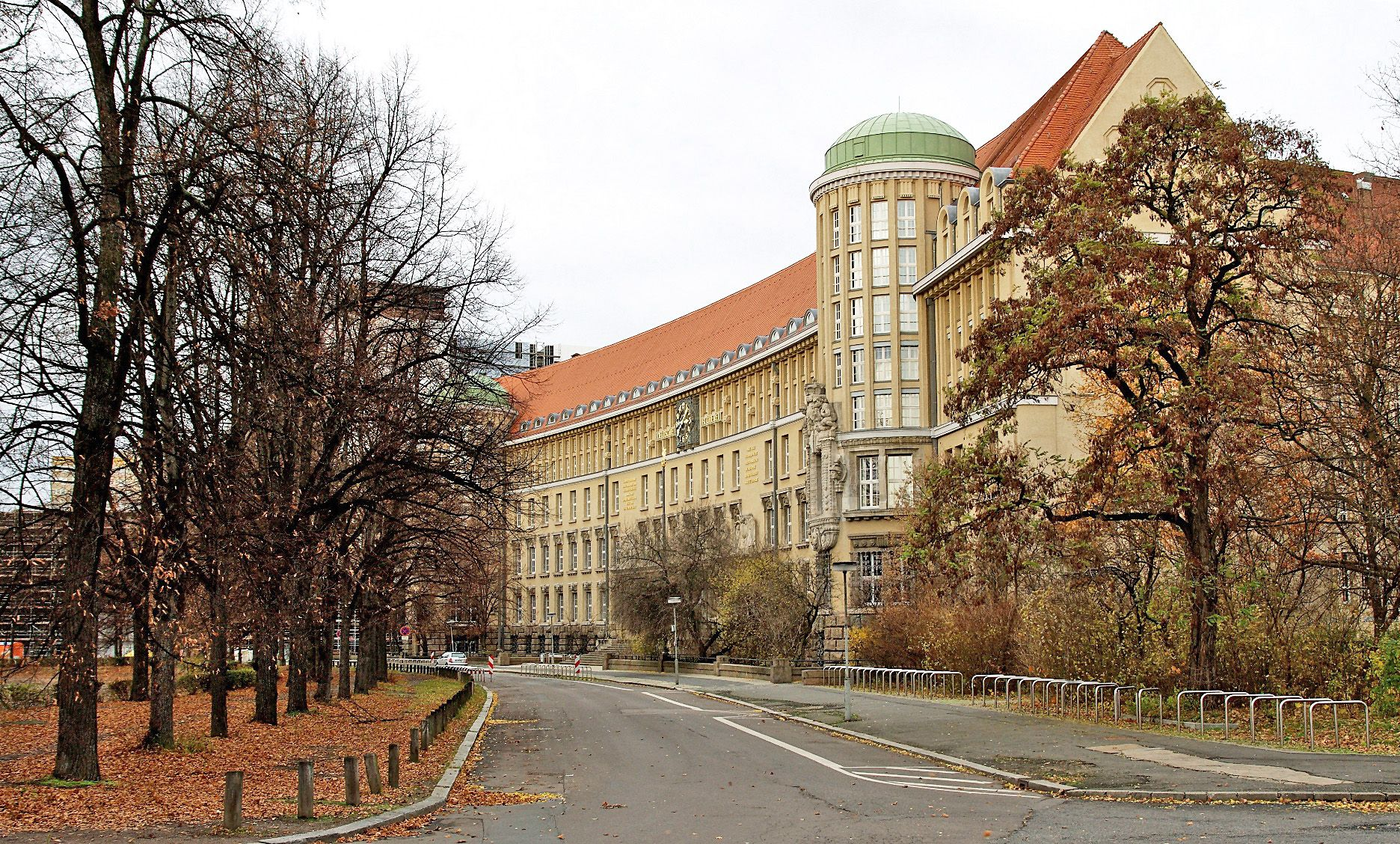
Deutsche Nationalbibliothek te Leipzig

Leipzig is ook een belangrijk centrum voor uitgeverijen en de daaraan verwante industrie. Ook een afdeling van de Nationale Bibliotheek van Duitsland is in Leipzig gevestigd. Met de bouw van een nieuw beursterrein hoopt de Leipziger Messe weer aan belang te herwinnen.
De stad is ook bekend doordat Wilhelm Wundt er een laboratorium vestigde, waar met behulp van instrumenten die oorspronkelijk voor de fysica bedoeld waren, onderzoeken werden gedaan naar psychologische fenomenen. Dit was na Harvard de eerste plaats waar dergelijk onderzoek werd uitgevoerd.

## Geografie
Leipzig ligt in het centrum van de Leipziger laagvlakte, het zuidelijkste deel van de Noord-Duitse laagvlakte, en aan de samenloop van de Weiße Elster, Pleiße en Parthe. De rivieren hebben in het stadsgebied vele vertakkingen en vormen daarmee de zogenoemde Leipziger Gewässerknoten. De omgeving van Leipzig is bosarm. In de twintigste eeuw vond er in het gebied een omvangrijke bruinkoolwinning plaats, waardoor er tegenwoordig talrijke meren te vinden zijn.

### Omvang en ligging
De stad heeft een omtrek van 128,7 kilometer en een doorsnede in noord-zuidelijke richting van 23,4 km. In oost-westelijke richting bedraagt de doorsnede 21,3 km. In het noorden grenst Leipzig aan de Landkreis Nordsachsen en in het zuiden aan de Landkreis Leipzig. De dichtstbijzijnde grote steden zijn Halle op ongeveer 30 km. ten noordwesten, Maagdenburg op ongeveer 100 km ten noordnoordwesten, Dresden op circa 100 km ten zuidoosten, Chemnitz op ongeveer 70 km zuidzuidoostelijk, Jena op ongeveer 70 km ten zuidoosten en Erfurt op 100 km westzuidwestelijk van de stad.
Het hoogteverschil in het stadsgebied bedraagt ongeveer 60 meter. De hogergelegen delen van Leipzig liggen in het zuidoosten en de lagere delen in het noordwesten. Het laagste punt op 97 meter NN bevindt zich in Gundorf aan de Neue Luppe, een zijkanaal van de Weiße Elster. De 159 meter hoge Monarchenhügel en de 163 meter hoge Galgenberg zijn de hoogste natuurlijke punten van de stad.

### Stadsindeling
Leipzig is sinds 1992 bestuurlijk in tien districten (Stadtbezirke) ingedeeld, die in totaal 63 ortsteile omvatten.

Stadsindeling

| District | Inw.   | Oppervlakte km² | Inw. per km² |
| -------- | ------ | --------------- | ------------ |
| Mitte    | 54.034 | 13,88           | 3.893        |
| Nordost  | 42.217 | 26,29           | 1.606        |
| Ost      | 70.120 | 40,74           | 1.721        |
| Südost   | 53.160 | 34,65           | 1.534        |
| Süd      | 61.306 | 16,92           | 3.623        |
| Südwest  | 49.062 | 46,67           | 1.051        |
| West     | 48.655 | 14,69           | 3.312        |
| Alt-West | 48.692 | 26,09           | 1.866        |
| Nordwest | 28.579 | 39,09           | 731          |
| Nord     | 62.006 | 38,35           | 1.596        |

## Cultuur

### Bezienswaardigheden

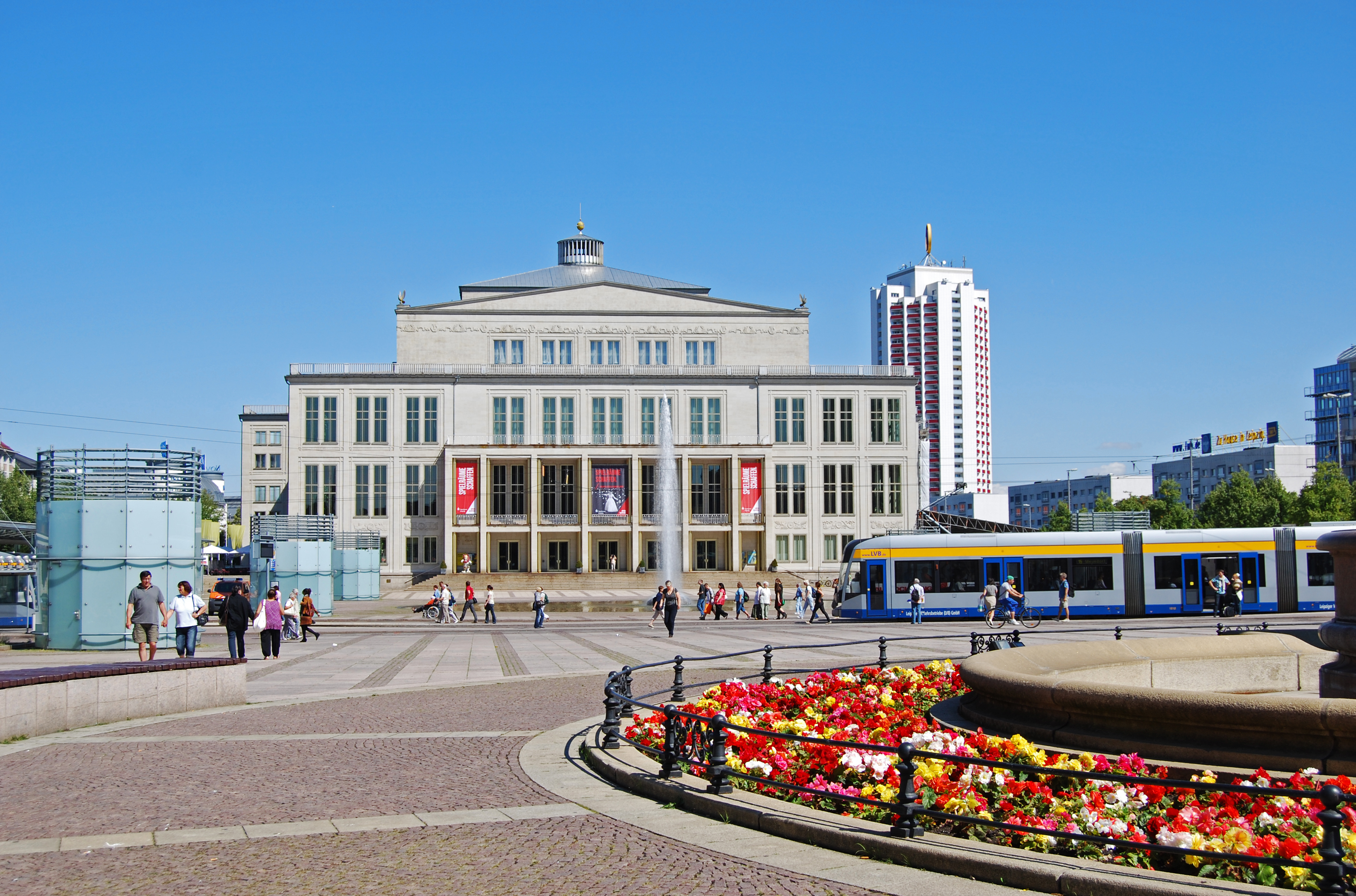
Opera

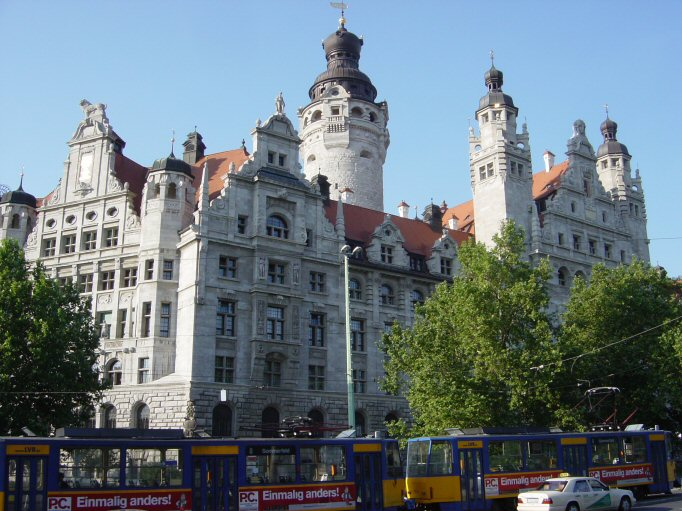
Nieuwe Raadhuis

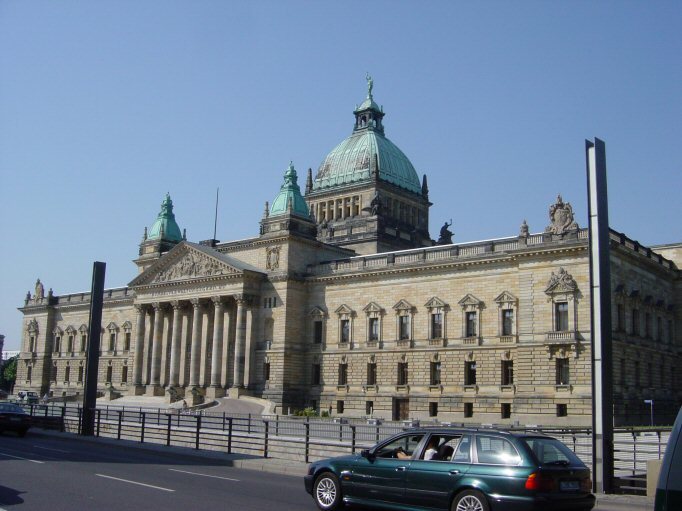
Bundesverwaltungsgericht

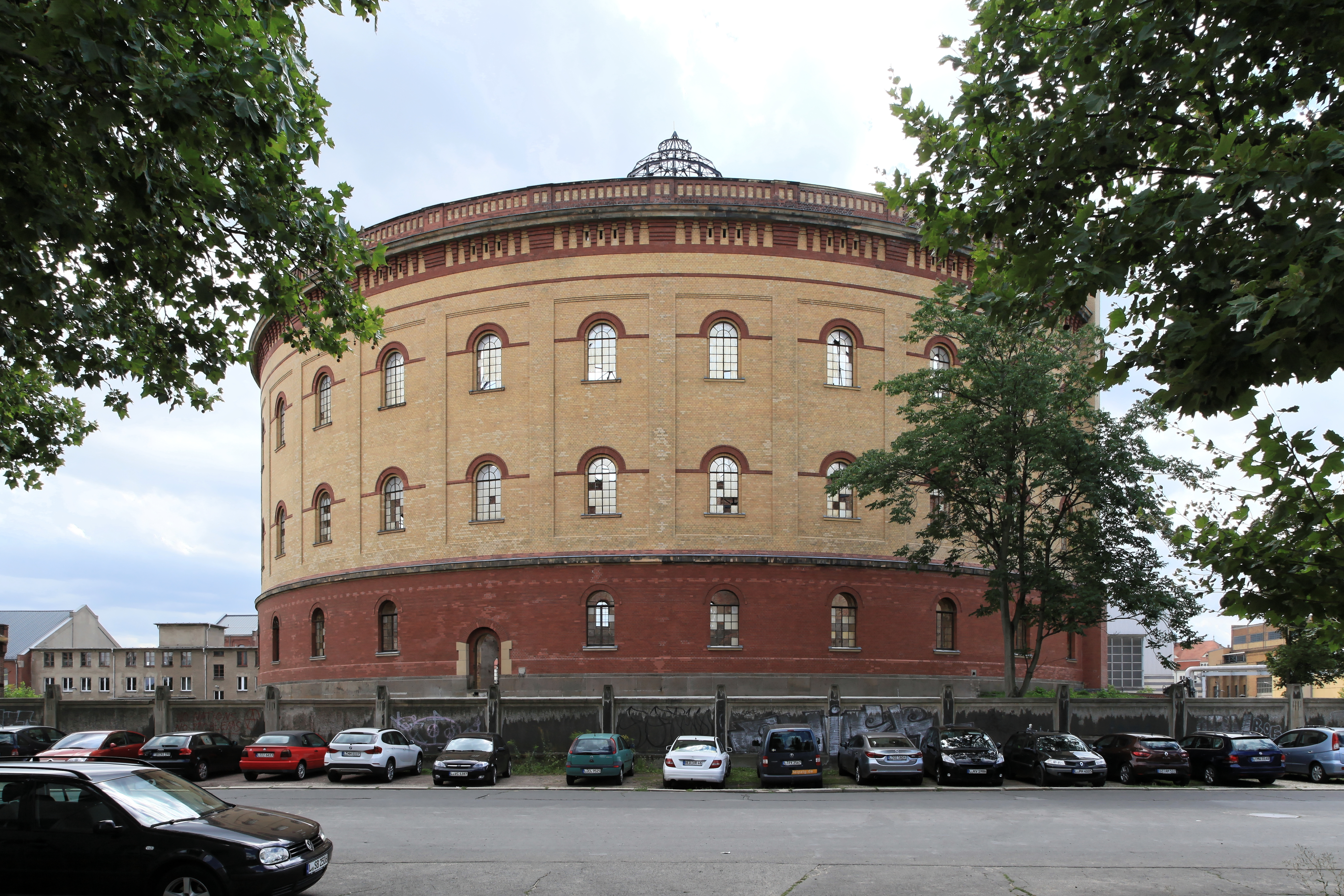
De Gasometer

De belangrijkste bezienswaardigheden in Leipzig zijn:
- Opera
- Völkerschlachtdenkmal (oorlogsmonument)
- Deutsche Bücherei (nationale bibliotheek)
- Oude Beurs
- Oude en nieuwe raadhuis
- Hoofdstation van de spoorwegen (Hauptbahnhof), het grootste kopstation van Europa
- Auerbachs Keller (bekend geworden uit Goethes Faust)
- Gewandhaus (zie ook Gewandhausorchester)
- Zoo Leipzig, met 's werelds grootste afdeling voor primaten
- Gasometer
- DHFK (Deutsche Hochschule für Körperkultur und Sport)
- Woonhuis van Felix Mendelssohn Bartholdy
- Woonhuis van Friedrich von Schiller
- Woonhuis van Robert Schumann
- het Zentralstadion, een voetbalstadion dat gebruikt werd tijdens het WK voetbal 2006.
- Leipziger Baumwollspinnerei
- Cospudener See

#### Kerken
- Thomaskirche
- Nikolaikirche

#### Musea
- Bach-Museum, met in hetzelfde pand het Bach-Archiv
- Mendelssohn-Haus
- Grieg-Begegnungsstätte
- Deutsche Buch- und Schriftmuseum, Duits Boekdrukkunstmuseum
- Egyptisch museum
- Grassimuseum
- Gedenkstätte Museum in der Runden Ecke over de Stasi
- Museum der bildenden Künste
- Zeitgeschichtliches Forum Leipzig
- Muziekinstrumentenmuseum
- Stadsgeschiedkundig Museum Leipzig

### Evenementen
In Leipzig wordt elk jaar het grootste gothic festival ter wereld georganiseerd, het Wave-Gotik-Treffen.
In de Leipziger Messe vinden diverse jaarlijks terugkerende evenementen plaats zoals onder andere de Leipziger Buchmesse, Games Convention en de Auto Mobil International.

### Muziek
In Leipzig hebben tal van beroemde componisten gewoond, gestudeerd en gewerkt: Georg Philipp Telemann van 1701 tot 1706; Johann Sebastian Bach van 1723 tot 1750; Richard Wagner tot 1833; Felix Mendelssohn Bartholdy van 1835 tot 1847; Robert Schumann met zijn vrouw Clara Wieck tot 1844; Edvard Grieg van 1858 tot 1862.
Er is een levendige Bachtraditie, waar de Thomaskirche, de Thomasschule en het Thomanerchor onder leiding van de Thomascantor een grote rol in spelen.
Het door hem opgerichte en naar hem genoemde conservatorium en het Gewandhausorchester, waarvan hij de eerste dirigent was, houden ook de herinnering aan Felix Mendelssohn Bartholdy levend.
De studentenstad staat ook bekend om een aantal alternatieve theaters en clubs zoals Conne Island, UT Connewitz of Institut für Zukunft.

### Sport
Tot de Duitse hereniging was Leipzig ook een echte voetbalstad. De Duitse voetbalbond werd er opgericht in 1900 en VfB Leipzig werd de eerste Duitse landskampioen. Het voetbal was in deze tijd erg verbrokkeld waardoor er na de gewone competitie nog eindrondes gespeeld werden op regionaal en nationaal niveau. Vijf steden in Duitsland waren groot genoeg met voldoende voetbalclubs om een eigen stadscompetitie te hebben: Berlijn, Hamburg, Koningsbergen, Breslau en Leipzig. Buiten VfB waren ook SC Wacker Leipzig en SpVgg 1899 Leipzig succesvol en namen ze deel aan de eindrondes om de Duitse landstitel. Andere ploegen, die meer regionaal speelden maar destijds ook nog in de hoogste divisie waren FC Sportfreunde Leipzig, SV Eintracht Leipzig en Leipziger BC 1893.
Na de Tweede Wereldoorlog werden alle clubs ontbonden. In de competitie van de DDR waren de clubs 1. FC Lokomotive Leipzig en BSG Chemie Leipzig ook nog succesvol. Maar na de Duitse hereniging en de fusie van beide competities in 1991 zakten de clubs weg naar de lagere klassen omdat de Oost-Duitse clubs niet opgewassen waren tegen de financieel sterkere West-Duitse clubs. Met de oprichting van RB Leipzig in 2009 hoopte de stad binnen enkele jaren een Bundesligaclub te hebben, een doel dat in 2016 verwezenlijkt werd. Amper na één seizoen in de Bundesliga kon RB al een plaats in de Champions League veroveren. De club groeide al snel uit tot een vaste waarde in de Bundesliga en eindigde enkel in 2018 buiten de top vijf en speelde sinds de komst in de Bundesliga tot dusver (anno 2024/25) al elk jaar Europees voetbal. In 2020 en 2022 bereikte de club de halve finale van respectievelijk de Champions- en Europa League. 
In 1956 werd het Zentralstadion geopend in Leipzig. In dit stadion konden 100.000 toeschouwers en werden wedstrijden gespeeld door VfB Leipzig, 1. FC Lokomotive Leipzig en het nationale elftal van de DDR. In 2004 werd op de locatie van in het verval geraakte Zentralstadion de nieuwe Red Bull Arena opgeleverd. Inmiddels speelt RB Leipzig in dit stadion. Met dit stadion was Leipzig gastheer van het WK voetbal 2006 en EK voetbal 2024.

## Verkeer en vervoer

### Wegverkeer

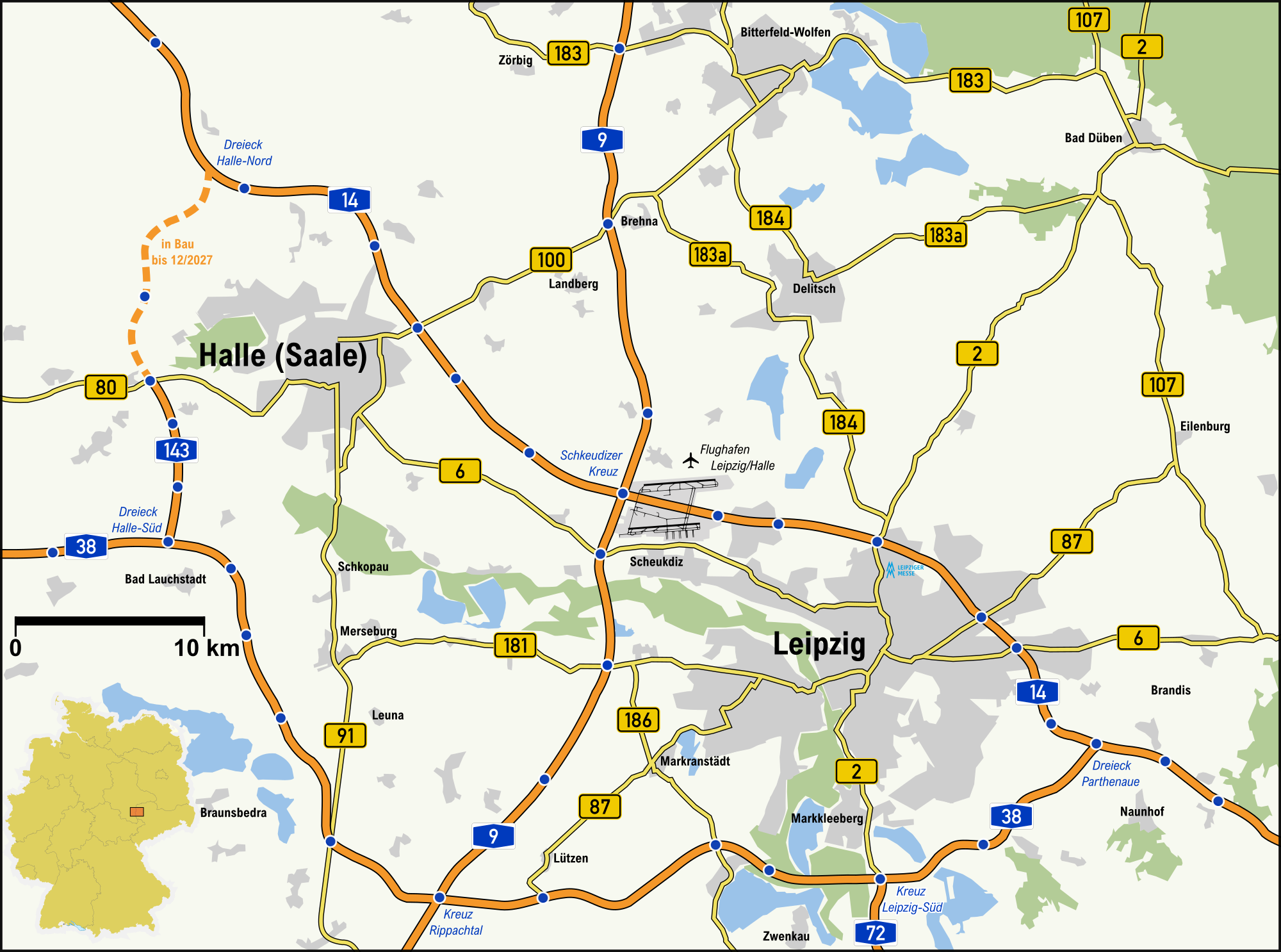
Wegennet rond Leipzig

Leipzig is bereikbaar vanuit het noorden via de A14, vanuit het westen via de A9 en vanuit het zuiden via de A38. De A72 loopt naar het zuiden richting Chemnitz. Rond de binnenstad ligt een ringweg die veel belangrijke gebouwen met elkaar verbindt. Dit zijn onder meer: het hoofdstation, de opera, het Gewandehaus, het nieuwe stadhuis, de Thomaskerk, winkelcentrum Höfe am Brühl en hotel Astoria.

### Railverkeer

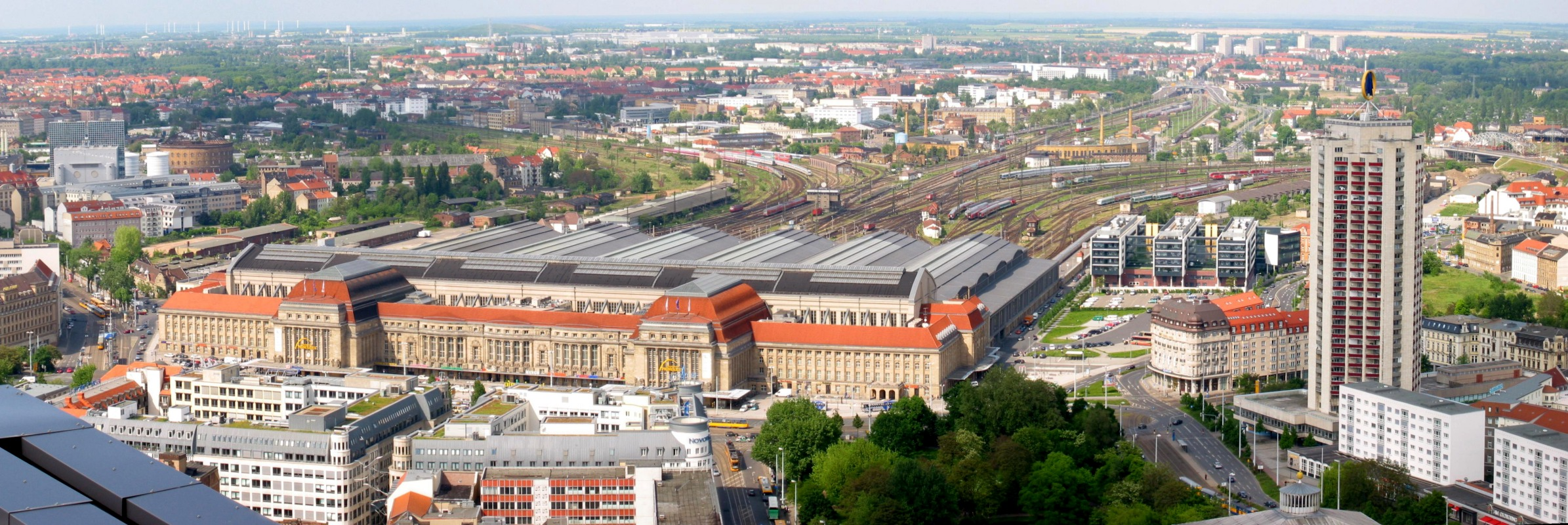
Hauptbahnhof van Leipzig

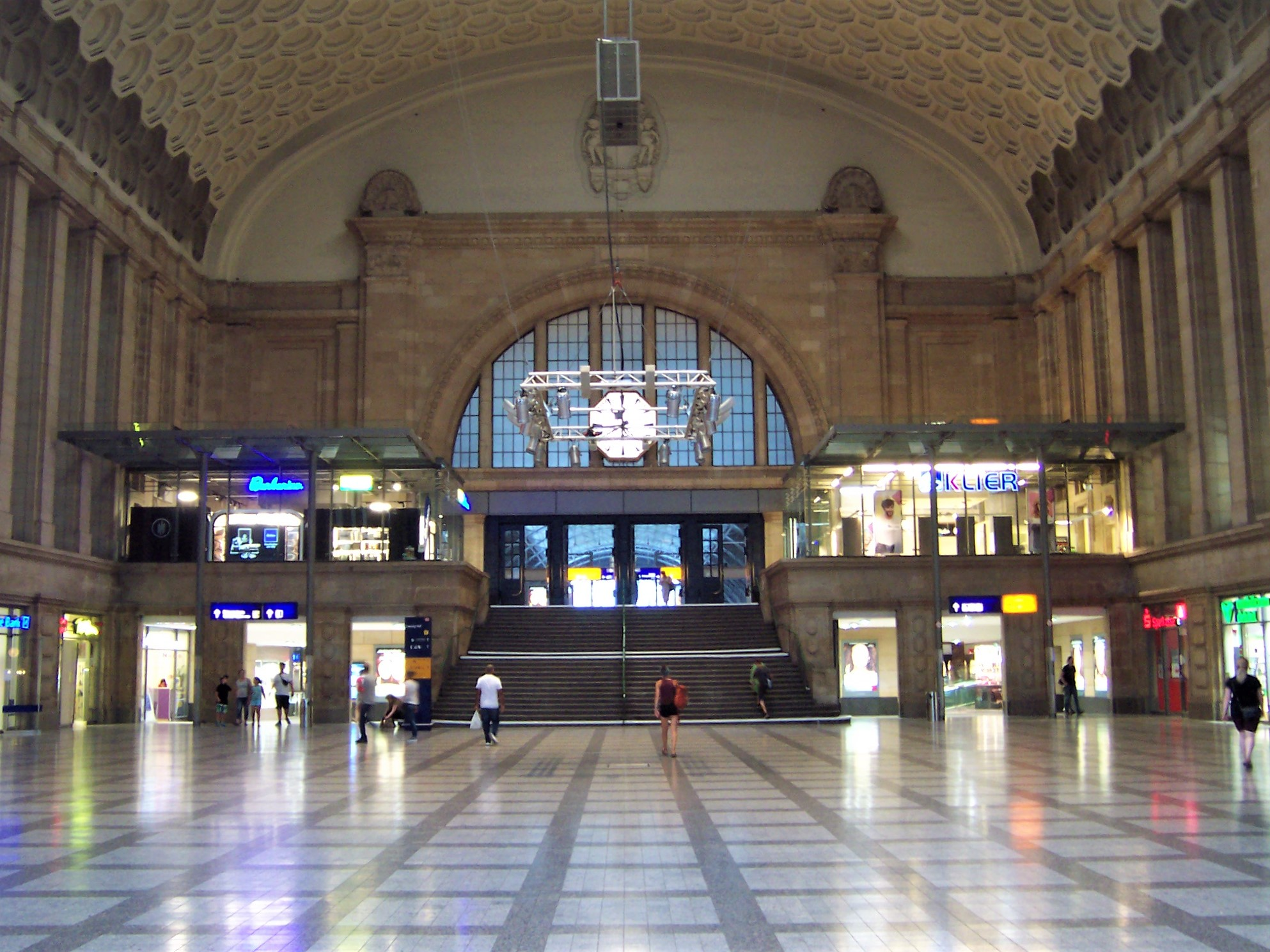
Indrukwekkende entree van het Hauptbahnhof

Het Leipzig Hauptbahnhof werd in 1915 geopend en is het grootste kopstation van Europa. Het is een knooppunt van vele Intercity-Express treinen van de Deutsche Bahn. Het station biedt regionale treinverbindingen met de meeste grote en middelgrote steden in Saksen en internationale treinverbindingen naar Praag, Wenen, Zürich, Bazel en Amsterdam.
In Leipzig kruisen de Intercity-Express-lijnen (Hamburg –) Berlijn – Hannover – Neurenberg – München alsook Dresden – Leipzig – Erfurt – Frankfurt am Main – (Wiesbaden/Saarbrücken). Dagelijks gaat er een ICE en de InterConnex via Berlijn naar Rostock. Ook zijn er Intercity-lijnen Leipzig – Halle (Saale) – Maagdenburg – Braunschweig – Hannover – Dortmund – Keulen - Bremen – Oldenburg (– Norddeich Mole). Ook is er een verbinding met de luchthaven Leipzig/Halle. Dagelijks zijn er nachtverbindingen naar Frankfurt am Main, Neurenberg en Regensburg in Duitsland.
De S-Bahn lijnen worden in de binnenstad door een tunnel gevoerd en Leipzig heeft een van de grootste tramnetten van Duitsland.

### Luchtverkeer
De luchthaven Leipzig/Halle is de internationale luchthaven voor de regio. Ze ontwikkelt zich ook meer en meer als internationale vrachtverkeersluchthaven, met onder andere DHL als belangrijke gebruiker. Luchthaven Leipzig-Altenburg ligt 42 kilometer ten zuiden van Leipzig in Thüringen. Hier zijn vluchten van Ryanair naar Londen Stansted, Edinburgh en Gerona.

## Onderwijs
- De Universität Leipzig (Alma Mater lipsiensis) is de op een na oudste universiteit in Duitsland. Ze werd in 1409 opgericht. Van 1953 tot 1991 heette de instelling Karl-Marx-Universität. Beroemde studenten van deze universiteit zijn onder anderen Johann Wolfgang von Goethe, Erich Kästner, Friedrich Nietzsche, Robert Schumann, Richard Wagner en Angela Merkel.
- Hochschule für Grafik und Buchkunst (Kunstacademie). Tot de dag van vandaag worden de werkplaatsen in stand gehouden waar oude technieken zoals loodzetten en boekbinden worden onderwezen, die met de komst van de computer in de meeste hogescholen voor de kunsten uit het lesprogramma werden verwijderd. Ook geeft op deze school op de afdeling voor schilderkunst de wereldberoemde Neo Rauch les, een van de belangrijkste vertegenwoordigers van de Neue Leipziger Schule.
- Hochschule für Musik und Theater "Felix Mendelssohn Bartholdy". Een van de medeoprichters van dit eerste conservatorium in Duitsland in 1843 was Felix Mendelssohn Bartholdy.
- Handelshochschule Leipzig (HHL)
- HTWK Leipzig

## Beeld en geluid
- Broeders in Berlijn, vierdelige reportageserie, afl. 2, Leipzig, presentatie Maarten en Vincent van Rossem, NTR, 31 oktober 2019

## Stedenbanden
Leipzig onderhoudt stedenbanden met de volgende steden:
- Addis Abeba (Ethiopië), sinds 2004
- Birmingham (Verenigd Koninkrijk), sinds 1992[6]
- Bologna (Italië), sinds 1962, vernieuwd in 1997
- Brno (Tsjechië), sinds 1973
- Frankfurt am Main (Duitsland), sinds 1990
- Hannover (Duitsland), sinds 1987
- Herzliya (Israël), sinds 2010
- Houston (Verenigde Staten), sinds 1993
- Kiev (Oekraïne), sinds 1961, vernieuwd in 1992
- Krakau (Polen), sinds 1973, vernieuwd in 1995
- Lyon (Frankrijk), sinds 1981
- Nanjing (China), sinds 1988
- Thessaloniki (Griekenland), sinds 1984
- Travnik (Bosnië en Herzegovina), sinds 2003
- Ho Chi Minhstad (Vietnam), sinds 2021

Daarnaast hebben twee stadsdelen ook een stedenband met een andere plaats. Stadsdeel Althen heeft een stedenband met de Franse gemeente Althen-des-Paluds (sinds 2000) en Liebertwolkwitz met de Franse gemeente Les Epesses (sinds 1997).

## Geboren in Leipzig
- Gottfried Wilhelm Leibniz (1646-1716), wiskundige, filosoof, logicus, natuurkundige, historicus, rechtsgeleerde, diplomaat
- Christiane Mariane von Ziegler (1695-1760), tekstdichteres van Johann Sebastian Bach
- Carl Gustav Carus (1789-1869), schilder, medicus en natuurfilosoof
- Heinrich Gottlieb Ludwig Reichenbach (1793-1879), natuuronderzoeker
- Richard Wagner (1813-1883), componist
- Otto Kuntze (1843-1907), botanicus
- Max Klinger (1857-1920), symbolistische kunstschilder, beeldhouwer en graficus
- Jacques Mieses (1865-1954), schaker
- Karl Liebknecht (1871-1919), politicus, een van de leidinggevende figuren van de Sozialdemokratische Partei Deutschlands (SPD) en van de veel radicalere Spartacusbond
- Carl Sternheim (1878-1942), expressionistisch auteur en toneelschrijver
- Alfred Abel (1879-1937), acteur
- Heinrich Riso (1882-1952), voetballer
- Max Beckmann (1884-1950), kunstschilder
- Katharina Behrend (1888-1973), fotograaf
- Walter Ulbricht (1893-1973), politicus
- Walter Melzer (1894-1961), generaal
- Jan Tschichold (1902-1974), grafisch- & typografisch ontwerper, schrijver
- Rudolf Breslauer (1903-1945), Duits-Joods fotograaf
- Yvonne Georgi (1903-1975), danseres, choreografe en balletmeesteres
- Bernard Katz (1911-2003), Britse biofysicus, neurofysioloog en Nobelprijswinnaar (1970)
- Luz Long (1913-1943), atleet
- Elfriede Huth (1922-2018), Duitse kampbewaakster van de SS in het concentratiekamp Ravensbrück tijdens de Tweede Wereldoorlog
- Ruth Pfau (1929-2017), de "Moeder Teresa" van Pakistan
- Erich Hagen (1936–1978), wielrenner
- Stefan Junge (1950), hoogspringer
- Bärbel Wöckel (1955), sprintster
- Dieter Kühn (1956), voetballer
- Ronald Kreer (1959), voetballer
- Neo Rauch (1960), kunstschilder
- Martina Hellmann (1960), discuswerpster
- Katrin Dörre-Heinig (1961), hardloopster
- Beate Paetow (1961), volleyballer en beachvolleyballer
- Till Lindemann (1963), zanger van Rammstein
- Uta Pippig (1965), hardloopster
- Kristin Otto (1966), olympisch zwemkampioene
- Udo Quellmalz (1967), judoka
- Ilke Wyludda (1969-2024), atlete
- Sabine Herbst (1974), zwemster
- Marco Rose (1976), Duits voetbaltrainer en voetballer
- Paul Kalkbrenner (1977), Live-artiest en muziekproducent
- Stefan Herbst (1978), zwemmer
- Katja Kassin (1979), pornoactrice
- Mandy Haase (1982), hockeyster
- Tina Dietze (1988), kanovaarster
- Tom Kaulitz en Bill Kaulitz (1989), leden van Tokio Hotel